# Triphosa dubiosata
Triphosa dubiosata är en fjärilsart som beskrevs av Walker 1862. Triphosa dubiosata ingår i släktet Triphosa och familjen mätare. Inga underarter finns listade i Catalogue of Life.